# 윤경화 피살 사건
윤경화 피살 사건은 1981년 7월 22일경에 대한민국 용산구 원효로 1가 121번지에서 일어난 다중살인 사건이다. 당시 피해자는 부유한 미혼 무자녀로 살다가 수양딸을 데려와 길러 살던 71살 무속인이자 불교신자인 윤경화로 자택에서 6세 어린이인 자신의 수양딸 윤수경 및 19세 가정부 강경연과 함께 피살된 뒤 8월 4일에 부패한 채로 발견되었다. 이 사건을 조카며느리와 조카가 경찰에 신고했으나 경찰은 이를 재산을 노린 조카며느리 고숙종의 소행으로 의심하여 고문 등의 불법적인 수사를 했고 조카며느리가 자백을 하여 9월 11일 기소되었다. 
그러나 고문에 의한 허위 자백으로 밝혀져 1심부터 쭉 무죄 판결을 받았고 검찰은 항소 및 상고했으나 기각되어 누명을 벗었다. 범인은 검거되지 않아 영구 미제가 되었다. 그러나 범인으로 몰렸던 사람은 영구적인 척추장애를 가지게 되었다. 한편 경찰 중 현장조사와 가혹한 피의자 심문에 관여한 하영웅 형사가 윤경화씨의 유산으로 남겨진 현금을 절도한 것으로도 비난을 받았다. 하영웅 형사는 이후 파면되어 징역 1년 6개월형을 살고 복역하였다.
이 사건은 비슷한 시기 발생한 박상은 피살 사건과 함께 경찰의 고문 조작에 의해 무고한 사람이 기소된 뒤 진범을 찾지 못한 주요한 사건이 되었다.

## 판결
- 1심 서울형사지방법원 81고합902
- 2심 서울고등법원 1982.6.10. 선고 82노605
- 3심 대법원 1985. 2. 26. 선고 82도2413